# Бозиев, Исмаил
Исмаил Бозиев (род. 23 июня 1973, Нальчик, Кабардино-Балкарская АССР, РСФСР, СССР) — российский, а с 1994 года казахстанский борец вольного стиля, многократный чемпион Казахстана, призёр Восточноазиатских игр.

## Спортивная карьера
С девяти лет занимается спортом, сначала ходил на дзюдо, а затем друг отца, его сосед Алик Борисович Чапаев, предложил ему заниматься борьбой, он и стал его первым тренером. В июле 1993 года в Афинах, выступая за Россию, стал победителем Первенства мира среди молодёжи. С 1994 года выступает за Казахстан. Является четырёхкратным чемпионом Казахстана. В мае 1997 года в южнокорейском Пусане стал бронзовым призёром Восточноазиатских игр.

## Спортивные результаты
- Первенства мира по борьбе среди молодежи 1993 — ;
- Восточноазиатские игры 1997 — ;

## Личная жизнь
Вырос в многодетной семье. У его родителей было 7 детей, Исмаил второй по старшинству.